# Lê Thị Thanh Nhàn
Lê Thị Thanh Nhàn (* 23. März 1970 in Thừa Thiên Huế, Vietnam) ist eine vietnamesische Mathematikerin und Hochschullehrerin. Sie ist die zweite Mathematikerin, die in Vietnam zur Professorin berufen wurde.

## Leben und Werk
Nhan wurde als das dritte von fünf Kindern eines Soldaten und einer Grundschullehrerin in der Zentralprovinz Thua Thien-Hue geboren. Später zog ihre Familie in die Bergprovinz Thai Nguyen. Nhans Vater war während des amerikanischen Krieges Soldat an der Südfront und starb, als Nhan noch ein junges Mädchen war. Ihre Mutter musste ihre fünf Kinder allein großziehen.
Sie besuchte die weiterführende Schule Luong Ngoc Quyen und im Alter von 16 Jahren wurde sie Studentin an der Pädagogischen Universität Viet Bac. Sie studierte Mathematik und erhielt dort einen Bachelor-Abschluss mit dem University Excellence Award. Im Alter von 20 Jahren war sie dann als Mathematiklehrerin tätig. Sie setzte ihr Studium fort und erwarb einen Master of Science in Mathematik. 2001 promovierte sie bei Tu Cuong Nguyen an dem Institute of Mathematics in Hanoi mit der Dissertation: On Structure of Certain Classes of Linearly Compact Modules.
Nhan wurde 2005 im Alter von 35 Jahren als Vietnams jüngste Mathematikerin der Titel einer außerordentlichen Professorin verliehen. 2007 erhielt Nhan vom Premierminister eine Verdiensturkunde und wurde für ihre Arbeitsgruppe auf dem Gebiet der kommutativen Algebra mit dem Institute of Mathematics Science Award ausgezeichnet. Hierbei handelt es sich um einen wissenschaftlichen Preis, der alle zwei Jahre an höchstens zwei vietnamesische Mathematiker unter 40 Jahren verliehen wird.
Sie wurde 2009 zur Vizepräsidentin der Thai Nguyen University ernannt. 2010 gehörte Nhan zu den wenigen Wissenschaftlerinnen, die zu einer internationalen Konferenz über kommutative Algebra nach Japan eingeladen wurden.
2011 erhielt sie den 26. Kovalevskaia-Preis. Der Kovalevskaia-Preis, der separat in acht Ländern, darunter Vietnam, verliehen wird, wurde nach der russischen Mathematikerin und Wissenschaftlerin Sofja Wassiljewna Kowalewskaja benannt und 1985 von dem amerikanischen Neal Koblitz und Ann Hibner Koblitz ins Leben gerufen.
2015 wurde Nhan zur Professorin ernannt. Damit ist sie nach Hoang Xuan Sinh die zweite Frau auf dem Gebiet der Mathematik, die in Vietnam zur Professorin befördert wurde.
Nhan forscht auf dem Gebiet der kommutativen Algebra und der Algebraischen Geometrie.

## Veröffentlichungen (Auswahl)
- mit N. T. Cuong, M.  Morales: On the length of generalized fractions. Journal of Algebra 265, 2003, S. 100–113.
- mit N. T.  Cuong, N.T. K.  Nga: On pseudo supports and non-Cohen-Macaulay locus of finitely generated modules. Journal of Algebra 323, 2010, S. 3029–3038.